# Masłowo (Piła)
Pour les articles homonymes, voir Masłowo.
Masłowo (prononciation : [maˈswɔvɔ]) est une localité polonaise de la gmina de Wyrzysk dans le powiat de Piła de la voïvodie de Grande-Pologne dans le centre-ouest de la Pologne.
Elle se situe à environ 7 kilomètres au nord de Wyrzysk (siège de la gmina), 38 kilomètres à l'est de Piła (siège du powiat), et à 94 kilomètres au nord de Poznań (capitale de la Grande-Pologne).

## Histoire
De 1975 à 1998, la localité faisait partie du territoire de la voïvodie de Piła.

Depuis 1999, Masłowo est situé dans la voïvodie de Grande-Pologne.
La localité possédait une population de 45 habitants en 2007.